# Степан Халтурін (фільм)
«Степан Халтуріна» — радянський художній фільм-біографія Степана Халтуріна, одного з перших робітників-революціонерів, організатора «Північного союзу російських робітників». Прем'єра відбулася 7 квітня 1925 року. Сценарій написав історик Павло Щоголєв.

## Сюжет
Сюжет картини відтворює художніми засобами біографію Степана Халтуріна на тлі справжніх історичних подій. Вперше дається картина революційної боротьби «Народної волі», членом виконкому якої Халтурін став в 1881 році, після скоєння гучного теракту — спроби замаху на царя Олександра ІІ шляхом підриву Зимового палацу в лютому 1880 року. Продовженням його боротьби стало співучасть у вбивстві одеського військового прокурора В. С. Стрельникова, після чого С. Халтурін був заарештований, засуджений і страчений.

## У ролях
- Олександр Морозов — Степан Халтурін
- Ангеліна Раупенас —  Ольга
- Юрій Корвін-Круковський —  принц Гессенський
- Микола Шмідтгоф —  фабрикант Алпатов
- Валентина Куїнджі —  Олена
- Євген Бороніхін —  Нікольський
- Костянтин Хохлов —  прокурор Стрельников
- Лев Добровольський —  цар Олександр II
- Павло Самойлов — епізод
- Яків Малютін —  цар Олександр III
- Іона Таланов —  губернатор
- Едуард Іогансон — епізод
- Кіндрат Яковлєв —  вахмістр
- Геннадій Мічурін —  жандармський офіцер
- П. Шидловський —  Желябов
- Микола Райд —  Квятковський
- Олег Фреліх —  Плеханов
- Сергій Шишко —  Желваков
- Борис Дмоховський —  ув'язнений
- Олексій Сисоєв — Смолянінов
- Катерина Корчагіна-Александровська — сваха
- Дмитро Черкасов — генерал
- Борис Ватсон — чиновник особливих доручень
- Олександр Пантелєєв — столяр
- Сергій Васильєв — епізод
- Микола Лебедєв — епізод
- Іван Борисов — епізод
- Михайло Мячин — епізод
- Віра Стрешньова — епізод
- Вероніка Бужинська — дама на балу
- Олексій Горюшин — Комендантов, слухач гуртка Петровського
- Володимир Воронов — військовий писар
- Петро Подвальний — епізод

## Знімальна група
- Режисер — Олександр Івановський
- Сценарист — Павло Щоголєв
- Оператори — Фрідріх Вериго-Даровський, Іван Фролов
- Художники — Володимир Єгоров, Олексій Уткін